# عبيد ريحان
عبيد ريحان (مواليد 14 أغسطس 1988) لاعب كرة قدم إماراتي يجيد اللعب كحارس مرمى مع نادي فليتوود يونايتد الإماراتي .

## مسيرة اللاعب
مثل نادي الشباب في الفئات السنية و نادي حتا ونادي خورفكان ونادي الجزيرة الحمراء ونادي العروبة ونادي دبي سيتي ونادي فليتوود يونايتد.

## روابط خارجية
- عبيد ريحان على موقع Soccerway.com (الإنجليزية)